# سيليستين هينيون
سيليستين هينيون. (بالفرنسية: Célestin Hennion)‏، ولد في 8 سبتمبر 1862م، وتوفي في 14 مارس 1915م، كان ضابط لشرطة فرنسا ثم إرتقى على رأس محافظة الشرطة.
وكان مسؤولا عن إعادة تنظيم المحافظة ومؤسس كتائب النمر ، سلف الشرطة القضائية الفرنسية. يعتبر في فرنسا واحدا من رواد الشرطة الحديثة
.